# アドルフ・ファン・エフモント
アドルフ・ファン・エフモント（Adolf van Egmond, 1438年2月12日 - 1477年6月27日）は、ドイツ＝オランダ系のゲルデルン（ヘルレ）公（在位：1465年 - 1471年、1477年）。

## 生涯
ゲルデルン公アルノルトとその妻でクレーフェ＝マルク公アドルフ1世の娘であるカタリーナの間の第4子、次男として生まれた。1461年、母方の大伯父に当たるブルゴーニュ公フィリップ3世（善良公）によって金羊毛騎士団の騎士に叙任されている。ゲルデルン公爵家当主への早期就任を望んで父と対立し、父と対立関係にあったフィリップ善良公およびゲルデルンの等族の支持を受けた。1465年、父を逮捕・幽閉してゲルデルン公となるが、アドルフの野心的な振る舞いは多くの人々の顰蹙を買った。1468年にシュトラーレンでの戦闘で叔父のクレーフェ＝マルク公ヨハン1世に勝利している。
1467年にブルゴーニュ公爵家の当主がシャルル突進公（妻同士が姉妹の義兄弟にあたる）に代替わりすると関係が悪化し、1471年に突進公によって逮捕・幽閉された。父アルノルトが傀儡として公爵に復帰し、1473年にアルノルトが死去するとゲルデルンはシャルル突進公の領土となった。1477年の年明けに突進公がナンシーの戦いで敗死するとゲルデルン公に復帰したが、半年後に死去した。遺骸は没地トゥルネーのノートルダム大聖堂に葬られた。

## 子女
1463年12月28日にブルッヘにおいて、ブルボン公シャルル1世の娘カトリーヌと結婚し、間に男女の双子をもうけた。
- フィリッパ（1467年 - 1547年） - 1485年、ロレーヌ公ルネ2世と結婚
- カレル（1467年 - 1538年） - ゲルデルン公

愛妾のエリーザベト・ファン・ハフテン（Elisabeth von Haeften）との間に4男1女の計5人の庶子をもうけている。2人の間の庶長子ライネル（1460年 - 1522年）の家系はヘルレ＝アルセン男爵家（1790年より伯爵家）として、1982年に男系が絶えるまで続いた。